# Ćurkovica (miasto Vranje)
Ćurkovica (cyr. Ћурковица) – wieś w Serbii, w okręgu pczyńskim, w mieście Vranje. W 2011 roku liczyła 10 mieszkańców.